# Фавстос Бузанд
Фавстос Бузанд (вірм. Փավստոս Բուզանդ) — ім'я вірменського історика V століття, яке, традиційно, приписується передбачуваному автору історико-епічного твору, традиційно званого «Історія Вірменії». У ньому описуються події до 387 р. н. е.

## Біографія і походження імені
За припущенням історика другої половини V століття Лазара Парпеці, Фавстос був родом з Візантії. Традиційно вважалося, що Бузанд жив у IV столітті.
Перше слово в оригінальній назві книги — Бузандаран патмутюнк (пізніше зміненому на Патмутюнк Хайоц — «Історія Вірменії») — традиційно інтерпретували як відсилання до імені автора і вважали похідним від Бюзанд — «Візантія». Ім'я Фавстос (або Павстос) може бути пояснено присутністю в оточенні Нерсеса Великого єпископа «римського походження» на ім'я Павстос, якого вважали очевидцем подій IV століття і автором твору. У такому вигляді — Павстос Бузанд — ім'я зустрічається вже у Лазаря Парпеці наприкінці V століття.
Згідно з висновками Малхасянца і Періханяна, бузандаран є похідним від парфянського слова бозанд, має іранське походження і означає «співак, сказитель, ашуг», а вірменське патмутюнк має значення «повісті, оповідання», тобто певна збірка історичних оповідань. Таким чином, сучасна версія значення назви книги «оповідання ашуга», а ім'я автора вважається невідомим. Згідно з висновками Ніни Гарсоян, «Історія Вірменії» була написана близько 470 року вірменином, нерідко погано поінформованим про події загальної історії. Гарсоян припускає, що автор був священиком. Джеймс Рассел з Гарвардського університету вважає його вірменином, який жив у V столітті. Роберт Томсон з Оксфордського університету зазначає, що його ім'я було неправильно витлумачено як «Бюзандаци» тобто «з Візантії». Ключ до розгадки значення імені «Бузанд» лежить у самій назві книги Фавстоса. Назва «Бузандаран» означає збірка епічних оповідань.
В сучасних джерелах іноді зустрічається форма Фауст Візантійський.

## «Історія Вірменії»

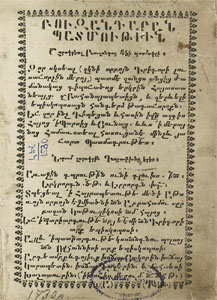
Видання «Історії» Бузнада, 1730 рік, Константинополь.

Праця Фавстоса Бузанда складалася з шести книг, з яких перші дві не збереглися. Ці книги відносилися до «Початкової історії» Вірменії, що охоплює період від «вавилонського стовпотворіння до смерті Христа», і до «Серединної історії», яка охоплює період поширення і утвердження християнства у Вірменії як державної релігії.
Третій період — «Кінцева історія», який охоплює понад 50 років, починаючи з царювання Хосрова III Котака (330—339), сина Тиридата III — до розділу Вірменії в 387 році на сфери впливу між сасанідським Іраном таРимом (за царювання Хосрова IV); це епоха царювання вірменських царів з династії Аршакунів — Хосрова, Тирана, Аршака II, Папа і Вараздата. III, IV, V і VI книги, що дійшли до нас відносяться до «Кінцевої історії».
Особливе місце Фавстос Бузанд у своїй «Історії» приділяє спарапетам (головнокомандувачам) з роду Маміконянів — Ваче, Васаку, Мушегу і Манвелу, які грали важливу роль у війнах Вірменії з Іраном.
«Історія» має швидше епічний, ніж строго історичний характер. Манук Абегян вважає, що «не можна беззастережно користуватися цією працею як достовірним історичним джерелом», «тому що творчий момент в ньому займає значне місце». Цінність «Історії» полягає в тому, що вона повідомляє невідомі за іншими джерелами відомості про іранізовану соціальну структуру середньовічної Вірменії, про вірменську церкву, а також про практично загублену усну народну творчість, яке здійснила сильний вплив на текст.
Вперше «Історія Вірменії» Фавстоса Бузанда була опублікована в 1730 році в Стамбулі. Потім вона видавалася у Венеції (1832, 1889 і 1933 рр.), Петербурзі (1883 р.) і Тифлісі (1912 р.). Цей твір було перекладено французькою, німецькою, російською та англійською мовами.

## Пам'ять
Іменем Фавстоса Бузанда названа вулиця в Єревані.